# Embalse Empedrado
El embalse Empedrado es una obra hidráulica destinada al almacenamiento de 2,7 millones de m³ de agua para uso agrícola ubicada en la Región del Maule en Chile, al sureste de la ciudad de Constitución (Chile) que beneficia a 100 agricultores y sus 273 hectáreas dando una seguridad del 85% en el riego.
El área inundada será de 34 hectáreas en el valle del estero Carrizo en una zona denominada Junquillar. Recibe también descargas de otros cauces menores, todos pertenecientes a la cuenca del río Reloca.

## Descripción
El estudio de factibilidad preveía las siguientes dimensiones del dique:
- El ancho de coronamiento de 5 m
- El talud exterior de aguas arriba de 2,5:1,0 = H/V
- El talud exterior de aguas abajo de 2,0:1,0 = H/V
- El ancho de la presa en el piso del valle de 150 m
- La longitud del coronamiento alcanza 220 m.